# Центральный дивизион (Национальная лига)
Центральный дивизион Национальной лиги — один из шести дивизионов Главной лиги бейсбола. Дивизион был сформирован в 1994 году из двух команд Западного дивизиона Национальной лиги (Хьюстон Астрос, Цинциннати Редс) и трех команд Восточного дивизиона Национальной лиги (Питтсбург Пайрэтс, Сент-Луис Кардиналс и Чикаго Кабс).
В сезоне 1998 дивизион стал крупнейшим дивизионом МЛБ, когда его членом стали Милуоки Брюэрс (ранее выступали Центральном дивизионе Американской лиги). В 2013 году Хьюстон Астрос покинули дивизион и продолжили свое выступление в Западном дивизионе Американской лиги.
Единственной командой, которой не удавалось выиграть дивизион, остаются Питтсбург Пайрэтс (их достижения ограничиваются тремя случаями получения уайлд-кард).

Сент-Луис Кардиналс - действующий (2019) чемпион и самая успешная команда дивизиона (выиграли 11 титулов чемпиона дивизиона и трижды получали уайлд-кард).

## Состав участников

### Текущие
- Милуоки Брюэрс - член дивизиона с сезона 1998. Ранее выступал в Американской лиге.
- Питтсбург Пайрэтс - член дивизиона с момента его основания (переведен из Восточного дивизиона Национальной лиги).
- Сент-Луис Кардиналс - член дивизиона с момента его основания (переведен из Восточного дивизиона Национальной лиги).
- Цинциннати Редс - член дивизиона с момента его основания (переведен из Западного дивизиона Национальной лиги).
- Чикаго Кабс - член дивизиона с момента его основания (переведен из Восточного дивизиона Национальной лиги).

### Прошлые
- Хьюстон Астрос - член дивизиона с момента его основания (переведен из Западного дивизиона Национальной лиги). В сезоне 2013 переведен в Западный дивизион Американской лиги.

## Результаты

### Чемпионы дивизиона
| Сезон | Команда                                                      | Регулярный сезон                                             | Регулярный сезон                                             | Выступление в Плей-офф                                                                               |                                                              |
| Сезон | Команда                                                      | В — П                                                        | %                                                            | Выступление в Плей-офф                                                                               |                                                              |
| ----- | ------------------------------------------------------------ | ------------------------------------------------------------ | ------------------------------------------------------------ | --- | ------------------------------------------------------------ |
| 1994  | Сезон прерван (забастовка игроков). Результаты аннулированы. | Сезон прерван (забастовка игроков). Результаты аннулированы. | Сезон прерван (забастовка игроков). Результаты аннулированы. | Сезон прерван (забастовка игроков). Результаты аннулированы.                                         | Сезон прерван (забастовка игроков). Результаты аннулированы. |
| 1995  | Цинциннати Редс                                              | 85 - 59                                                      | .590                                                         | СДНЛ: победа (Доджерс: 3-0) → ЧСНЛ: поражение (Брэйвз: 0-4)                                          |                                                              |
| 1996  | Сент-Луис Кардиналс                                          | 88 - 74                                                      | .543                                                         | СДНЛ: победа (Падрес: 3-0) → ЧСНЛ: поражение (Брэйвз: 3-4)                                           |                                                              |
| 1997  | Хьюстон Астрос                                               | 84 - 78                                                      | .519                                                         | СДНЛ: поражение (Брэйвз: 0-3)                                                                        |                                                              |
| 1998  | Хьюстон Астрос                                               | 102 - 60                                                     | .630                                                         | СДНЛ: поражение (Падрес: 1-3)                                                                        |                                                              |
| 1999  | Хьюстон Астрос                                               | 97 - 65                                                      | .599                                                         | СДНЛ: поражение (Брэйвз: 1-3)                                                                        |                                                              |
| 2000  | Сент-Луис Кардиналс                                          | 95 - 67                                                      | .586                                                         | СДНЛ: победа (Брэйвз: 3-0) → ЧСНЛ: поражение (Метс: 1-4)                                             |                                                              |
| 2001  | Хьюстон Астрос                                               | 93 - 69                                                      | .574                                                         | СДНЛ: поражение (Брэйвз: 0-3)                                                                        |                                                              |
| 2002  | Сент-Луис Кардиналс                                          | 97 - 65                                                      | .599                                                         | СДНЛ: победа (Даймондбэкс: 3-0) → ЧСНЛ: поражение (Джайентс: 1-4)                                    |                                                              |
| 2003  | Чикаго Кабс                                                  | 88 - 74                                                      | .543                                                         | СДНЛ: победа (Брэйвз: 3-2) → ЧСНЛ: поражение (Марлинс: 3-4)                                          |                                                              |
| 2004  | Сент-Луис Кардиналс                                          | 105 - 57                                                     | .648                                                         | СДНЛ: победа (Доджерс: 3-1) → ЧСНЛ: победа (Астрос: 4-3) → Мировая серия: поражение (Ред Сокс: 0-4)  |                                                              |
| 2005  | Сент-Луис Кардиналс                                          | 100 - 62                                                     | .617                                                         | СДНЛ: победа (Падрес: 3-0) → ЧСНЛ: поражение (Астрос: 2-4)                                           |                                                              |
| 2006  | Сент-Луис Кардиналс                                          | 83 - 78                                                      | .516                                                         | СДНЛ: победа (Падрес: 3-1) → ЧСНЛ: победа (Метс: 4-3) → Мировая серия: победа (Тайгерс: 4-1)         |                                                              |
| 2007  | Чикаго Кабс                                                  | 85 - 77                                                      | .525                                                         | СДНЛ: поражение (Даймондбэкс: 0-3)                                                                   |                                                              |
| 2008  | Чикаго Кабс                                                  | 97 - 64                                                      | .602                                                         | СДНЛ: поражение (Доджерс: 0-3)                                                                       |                                                              |
| 2009  | Сент-Луис Кардиналс                                          | 91 - 71                                                      | .562                                                         | СДНЛ: поражение (Доджерс: 0-3)                                                                       |                                                              |
| 2010  | Цинциннати Редс                                              | 91 - 71                                                      | .562                                                         | СДНЛ: поражение (Филлис: 0-3)                                                                        |                                                              |
| 2011  | Милуоки Брюэрс                                               | 96 - 66                                                      | .593                                                         | СДНЛ: победа (Даймондбэкс: 3-2) → ЧСНЛ: поражение (Кардиналс: 2-4)                                   |                                                              |
| 2012  | Цинциннати Редс                                              | 97 - 65                                                      | .599                                                         | СДНЛ: поражение (Джайентс: 2-3)                                                                      |                                                              |
| 2013  | Сент-Луис Кардиналс                                          | 97 - 65                                                      | .599                                                         | СДНЛ: победа (Пайрэтс: 3-2) → ЧСНЛ: победа (Доджерс: 4-2) → Мировая серия: поражение (Ред Сокс: 2-4) |                                                              |
| 2014  | Сент-Луис Кардиналс                                          | 90 - 72                                                      | .556                                                         | СДНЛ: победа (Доджерс: 3-1) → ЧСНЛ: поражение (Джайентс: 1-4)                                        |                                                              |
| 2015  | Сент-Луис Кардиналс                                          | 100 - 62                                                     | .617                                                         | СДНЛ: поражение (Кабс: 1-3)                                                                          |                                                              |
| 2016  | Чикаго Кабс                                                  | 103 - 58                                                     | .640                                                         | СДНЛ: победа (Джайентс: 3-1) → ЧСНЛ: победа (Доджерс: 4-2) → Мировая серия: победа (Индианс: 4-3)    |                                                              |
| 2017  | Чикаго Кабс                                                  | 92 - 70                                                      | .568                                                         | СДНЛ: победа (Нэшионалс: 3-2) → ЧСНЛ: поражение (Доджерс: 1-4)                                       |                                                              |
| 2018  | Милуоки Брюэрс                                               | 96 - 67                                                      | .589                                                         | СДНЛ: победа (Рокиз: 3-0) → ЧСНЛ: поражение (Доджерс: 3-4)                                           |                                                              |
| 2019  | Сент-Луис Кардиналс                                          | 91 - 71                                                      | .562                                                         | СДНЛ: победа (Брэйвз: 3-2) → ЧСНЛ: поражение (Нэшионалс: 0-4)                                        |                                                              |

### Обладатели уайлд-кард
Первоначально уайлд-кард получала одна команда - лучшая из команд лиги, не являющихся чемпионом дивизиона. Место уайлд-кард позволяло напрямую принять участие в Серии дивизионов. Начиная с сезона 2012, две команды в каждой лиге получают уайлд-кард. Право участия в Серии дивизионов разыгрывается в дополнительном раунде уайлд-кард (1 игра). В сезонах 2013, 2015 оба места уайлд-кард в Национальной лиге доставались представителям Центрального дивизиона.
| Сезон | Команда             | Регулярный сезон | Регулярный сезон | Выступление в Плей-офф                                                                                 |
| Сезон | Команда             | В — П            | %                | Выступление в Плей-офф                                                                                 |
| ----- | ------------------- | ---------------- | ---------------- | --- |
| 1998  | Чикаго Кабс         | 90 - 73          | .552             | СДНЛ: поражение (Брэйвз: 0-3)                                                                          |
| 2001  | Сент-Луис Кардиналс | 93 - 69          | .574             | СДНЛ: поражение (Даймондбэкс: 2-3)                                                                     |
| 2004  | Хьюстон Астрос      | 92 - 70          | .568             | СДНЛ: победа (Брэйвз: 3-2) → ЧСНЛ: поражение (Кардиналс: 3-4)                                          |
| 2005  | Хьюстон Астрос      | 89 - 73          | .549             | СДНЛ: победа (Брэйвз: 3-1) → ЧСНЛ: победа (Кардиналс: 4-2) → Мировая серия: поражение (Уайт Сокс: 0-4) |
| 2008  | Милуоки Брюэрс      | 90 - 72          | .556             | СДНЛ: поражение (Филлис: 1-3)                                                                          |
| 2011  | Сент-Луис Кардиналс | 90 - 72          | .556             | СДНЛ: победа (Филлис: 3-2) → ЧСНЛ: победа (Брюэрс: 4-2) → Мировая серия: победа (Рейнджерс: 4-3)       |
| 2012  | Сент-Луис Кардиналс | 88 - 74          | .543             | СДНЛ: победа (Нэшионалс: 3-2) → ЧСНЛ: поражение (Джайентс: 3-4)                                        |
| 2013  | Питтсбург Пайрэтс   | 94 - 68          | .580             | СДНЛ: поражение (Кардиналс: 2-3)                                                                       |
| 2013  | Цинциннати Редс     | 90 - 72          | .556             | Раунд уайлд-кард: поражение (Пайрэтс)                                                                  |
| 2014  | Питтсбург Пайрэтс   | 88 - 74          | .543             | Раунд уайлд-кард: поражение (Джайентс)                                                                 |
| 2015  | Питтсбург Пайрэтс   | 98 - 64          | .605             | Раунд уайлд-кард: поражение (Кабс)                                                                     |
| 2015  | Чикаго Кабс         | 97 - 65          | .599             | СДНЛ: победа (Кардиналс: 3-1) → ЧСНЛ: поражение (Метс: 0-4)                                            |
| 2018  | Чикаго Кабс         | 95 - 68          | .583             | Раунд уайлд-кард: поражение (Рокиз)                                                                    |
| 2019  | Милуоки Брюэрс      | 89 - 73          | .549             | Раунд уайлд-кард: поражение (Нэшионалс)                                                                |

### Сводная статистика
| Команда             | Чемпион дивизиона | Чемпион дивизиона                                                | Обладатель уайлд-кард | Обладатель уайлд-кард |
| Команда             | Титулы            | Сезоны                                                           | Титулы                | Сезоны                |
| ------------------- | ----------------- | ---------------------------------------------------------------- | --------------------- | --------------------- |
| Сент-Луис Кардиналс | 11                | 1996, 2000, 2002, 2004, 2005, 2006, 2009, 2013, 2014, 2015, 2019 | 3                     | 2001, 2011, 2012      |
| Чикаго Кабс         | 5                 | 2003, 2007, 2008, 2016, 2017                                     | 3                     | 1998, 2015, 2018      |
| Хьюстон Астрос      | 4                 | 1997, 1998, 1999, 2001                                           | 2                     | 2004, 2005            |
| Цинциннати Редс     | 3                 | 1995, 2010, 2012                                                 | 1                     | 2013                  |
| Милуоки Брюэрс      | 2                 | 2011, 2018                                                       | 2                     | 2008, 2019            |
| Питтсбург Пайрэтс   | 0                 | –                                                                | 3                     | 2013, 2014, 2015      |
| ВСЕГО:              | 25                |                                                                  | 14                    |                       |

## Достижения в плей-офф
| Команда             | Чемпион Национальной лиги | Чемпион Национальной лиги | Победы в Мировой серии | Победы в Мировой серии |
| Команда             | Титулы                    | Сезоны                    | Титулы                 | Сезоны                 |
| ------------------- | ------------------------- | ------------------------- | ---------------------- | ---------------------- |
| Сент-Луис Кардиналс | 4                         | 2004, 2006, 2011,2013     | 2                      | 2006, 2011             |
| Чикаго Кабс         | 1                         | 2016                      | 1                      | 2016                   |
| Хьюстон Астрос      | 1                         | 2005                      | 0                      | –                      |
| Милуоки Брюэрс      | 0                         | –                         | 0                      | –                      |
| Питтсбург Пайрэтс   | 0                         | –                         | 0                      | –                      |
| Цинциннати Редс     | 0                         | –                         | 0                      | –                      |
| ВСЕГО:              | 6                         |                           | 3                      |                        |